# Actividades de la CIA en Argentina
Las actividades de la CIA en Argentina es la forma más común en que se denomina el conjunto de las operaciones encubiertas producidas en Argentina por la Agencia Central de Inteligencia de los Estados Unidos (CIA), realizadas continuamente con el fin de someter política, económica, social y culturalmente al Estado y la Nación Argentina. La más famosa y duradera de estas fue el Plan Cóndor, el cual fue aplicado por la agencia norteamericana a nivel regional en Sudamérica. En marzo de 2013 se llevó a cabo el primer juicio que lo abarca; en este convergieron las tres causas elevadas hasta el momento sobre el Plan Cóndor, que incluyen a 188 víctimas de origen argentino, uruguayo, paraguayo, brasileño y chileno secuestradas o detenidas en la Argentina.

## Inteligencia Argentina
En los Estados Unidos, el Poder ejecutivo, y la Comunidad de Inteligencia son, al menos en principio, sujetos al descuido de Congreso de Estados Unidos, y potencialmente a la revisión judicial. Hay barreras entre la inteligencia y la aplicación de la ley teóricamente impermeable en el caso de la Agencia Central de Inteligencia y la Agencia de Seguridad Nacional, y con cuidado controladas con la Brigada de Investigación Criminal. La Policía en gran parte es descentralizada en el nivel estatal y local. Mientras haya diferencias, sobre todo con un sistema parlamentario, la mayor parte de los países europeos, así también como Australia, Canadá, y Nueva Zelanda, tendrán un juego realizable de mandos, con la mejora continuada.
Argentina, sin embargo, históricamente no ha tenido tales mandos y la seguridad y los servicios de inteligencia permanecen hoy completamente exentos de este principio. Dentro de esta tarea atrasada, una de las cuestiones más problemáticas es el control del aparato de inteligencia. Esto es problemático no solo debido a su relación histórica con las dictaduras militares, pero también porque esto es una cuestión complicada en las democracias regularmente establecidas.
Allí todavía tiene que haber control externo, pero un mecanismo de control básico interno es la separación de la comunidad de inteligencia en agencias diferentes. Aunque esto pudiera reducir la eficacia, esto elimina los peligros de dominación y el monopolio por una agencia sola. La separación debe ser acompañada por una delimitación clara de responsabilidades por cada agencia, intentando no traslapar funciones en una sola. Un modo común de hacer esto es zambulléndose en las facultades y la jurisdicción en conflictos externos e internos. 
Este tipo de control solo comienza a desarrollarse en Argentina, donde la comunidad de inteligencia de Argentina hoy debe ser entendida dentro de un contexto histórico que incluye una experiencia reciente con el terrorismo de Estado, en el que las fuerzas de inteligencia militares eran los autores principales de terror estatal. Durante los años de dictadura, el papel principal de las Fuerzas Armadas argentinas cambió de forma tal que defendió al país de agresiones internas principalmente, en vez de hacer hincapié principal en la defensa de agresiones externas. 
Con la vuelta a la democracia muchos pasos fueron tomados para desmontar la herencia autoritaria y la cuestión del poder y la autonomía de las agencias de inteligencia entró en el debate público. La autonomía considerable la que esta tenía de mandos constitucionales, legislativo o judicial, comenzó a ser cuestionada y gradualmente comenzó a ser invertida. 
En cuanto al gobierno del país asumió el poder, los miembros de las Juntas militares fueron enjuiciados y condenados por las atrocidades que ellos cometieron durante los años del Proceso de Reorganización Nacional como los impartidares de las órdenes y otros miembros menores de la represión, medio centenar de militares estaban detenidos y condenados cuando el gobierno de Raúl Alfonsín entregó el mando en junio de 1989. Sin embargo, fueron suspendidos los juicios a los miembros de baja graduación por la Ley de Obediencia Debida y Punto Final que fueron compromiso de campaña del democrático Raúl Alfonsín que entre otras cosas disolvió el batallón 601 de inteligencia de ejército. Algunas otras iniciativas incluyeron la cita de un civil como el jefe del estado de la Agencia de inteligencia y delimitación funcional de los componentes diferentes de la comunidad de inteligencia por el Derecho (ley) de Defensa Nacional [La Ley) N.º 23.554, el 13 de abril de 1988] y el Derecho(la ley) de Seguridad Interna [Ley N.º 24.059, 18 de diciembre de 1991]. 

### Evaluación de la situación argentina en los años 1990
Durante los años 1990 fueron indultados casi 300 militares y civiles involucrados en terrorismo de Estado y organizaciones político - militares. Argentina experimentó dos de los ataques terroristas más grandes en su historia: el AMIA (la Asociación israelí) y los bombardeos a la Embajada israelí, que dejaron un total de más de cien personas muertas. Hasta hoy, los autores de los bombardeos son todavía desconocidos. La ineficiencia de los servicios de inteligencia es vista como la razón principal de este fracaso institucional. En agosto de 2000, el jefe del estado la Agencia de inteligencia, Fernando de Santibañes, fue acusado de pagar sobornos a senadores de la oposición en el Congreso para promulgar una ley de trabajo. El escándalo creó una crisis institucional dentro de Argentina. El jefe de la agencia y varios senadores dimitieron el mes pasado. Además, el vicepresidente Carlos Álvarez también dimitió como un acto de protesta, ya que creía que el poder ejecutivo no condenaba ni condenaría activamente el episodio. Un juez federal todavía investiga el caso en la actualidad.
El sistema argentino está, en algunos aspectos, más descentralizado, y, desde otro punto de vista más descentralizado que la comunidad de inteligencia de los Estados Unidos. No hay ningún equivalente con el director de la CIA, pero hay un Centro de Inteligencia Nacional (CNI) que tiene una coordinación más que el papel de dirección. La CNI, en principio, es responsable del análisis mediano y largo plazo, mientras la Secretaría de Inteligencia Estatal (SIDE) es responsable de la inteligencia estratégica a corto plazo.
La SIDE sufrió cambios principales en enero de 2000. Primero, el jefe de la agencia, Fernando de Santibañes, fue despedido al igual que otros 1000 empleados. Muchos de los agentes despedidos fueron relacionados con la dictadura militar de los años 1970, con las historias de extorsión, el secuestro, la tortura, desapariciones y asesinatos. Un juego nuevo de prioridades fue establecido: más bien que enfocan a una amenaza de subversión interna y externa, el foco nuevo está basado sobre "el tráfico ilícito, la corrupción, el crimen de oficina, el terrorismo, el lavado de dinero, el crimen organizado, y la formulación de política estratégica en áreas diferentes para el presidente".
En el contexto argentino, "las fuerzas de seguridad" son fuerzas intermedias entre fuerzas de policía (provinciales y federales) y las fuerzas armadas. Ellos son coordinados, por la Dirección Nacional de Inteligencia Interna, localizados en el Ministerio de Asuntos Interiores. De todos modos ellas son organizaciones nacionales, sin la policía descentralizada: la Prefectura Naval, Guardia civil Nacional, Fuerza Federal de Policía, y Fuerzas Locales de Policía.

#### 1965
La CIA comienza a entrenar a las Fuerzas Armadas, principalmente al Ejército Argentino y a los policías del país.

#### 1976
Una junta militar tomó el mando, y suspendió la constitución, el Congreso fue disuelto, impusieron la censura estricta, y prohibieron todos los partidos políticos. Además, esto emprendió una campaña de terror contra elementos izquierdistas en el país. Miles de partidarios de oposición de izquierda o extrema izquierda fueron perseguidos, ilegalmente encarcelados, torturados y ejecutados sin previo enjuiciamiento. Muchos de ellos desaparecieron y nunca más fueron vistos por sus familias. La dictadura militar duró hasta 1983, cuando elecciones democráticas fueron ganadas por Raúl Alfonsín, de la (UCR) y este fue nombrado Presidente del país. Entre 1975 y 1983 Argentina atravesó un período en el que era muy vulnerable a que se cometieran delitos y excesos, que podrían haber implicado fuerzas extranjeras. 
Observación de la situación de los derechos humanos en Argentina por la organización Human Rights Watch:

Hasta el golpe de 1976, y durante meses después, los Estados Unidos confiaron en gran parte en las fuerzas armadas como sus interlocutores principales en la política turbulenta de Argentina. A diferencia de Chile y Uruguay, donde Estados Unidos había apoyado a partidos reformistas (al menos hasta la aparición de un desafío serio, que era la aparición de la izquierda en los primeros años de los 70'), esto era coherentemente hostil al movimiento político más popular en Argentina, el peronismo. Ante la retórica populista de Perón, el nacionalismo económico, y sus simpatías fascistas, los militares parecieron proporcionar una alternativa moderada, favorable a la inversión estadounidense, y ser completamente anticomunistas.
Human Rights Watch - División de las Américas

#### 1977
Los Estados Unidos no denunciaron explícitamente la naturaleza sistemática de los abusos hasta que Jimmy Carter asumiera la presidencia, en enero de 1977.

#### 1978
"En septiembre de 1978, después de que el Vicepresidente Walter Mondale se encontró con Jorge Videla en Roma junto con Raúl Castro divulgó que "el General Viola me recibió riendo ampliamente e inmediatamente me ofreció la observación, que él creyó que el encuentro en Roma había ido muy bien ... a Viola claramente indicaba que él había recibido algunas señales positivas del USG [gobierno estadounidense] refiriéndose a la liberación de FMS [Ventas Extranjeras Militares]".

#### 1979
Un telegrama de 1979 revela como la política estadounidense había colocado a funcionarios estadounidenses en un lío moral y político mientras negociaban con aquellos responsables de atrocidades y violaciones a los derechos humanos. En una reunión con el General Viola, y luego con Raúl Castro a quién le pidió ayuda para clarificar el destino de dos insurrectos recientes terroristas Montoneros desaparecidos, Mendizabal y Croatto. Viola respondió sin la vacilación, "Mendizabal y Croatto eran terroristas ... quienes fueron eliminados ... con mi autorización".

#### 1981
HRW dijo que el clima de los derechos humanos cambió radicalmente con la elección de Presidente Ronald Reagan. En febrero de 1981, la Administración ordenó a representantes decir: "a las instituciones financieras internacionales dejar de oponerse a préstamos en cuanto a derechos humanos en Argentina y otros países de Cono Sur. Esto comenzó una batalla de certificación larga en el Congreso para reasumir ventas militares, préstamos, y programas de adiestramiento a Argentina, argumentando que las condiciones de derechos humanos dramáticamente se habían mejorado. Era verdadero que las "desapariciones" habían disminuido, pero más de mil prisioneros políticos todavía eran sostenidos sin garantía y seguían desaparecidos. Además las detenciones arbitrarias, y la tortura continuaban".

#### 1983
En junio de 1983, la organización no gubernamental Américas Watch visitó Honduras y declaró en su informe que "el General Gustavo Álvarez Martínez, el jefe del personal militar hondureño, públicamente ha defendido el empleo del método argentino de enfrentar a la amenaza subversiva en América Latina. En realidad, Álvarez es responsable de haber traído a Honduras a los primeros instructores militares argentinos, cuando él era el comandante de la Fuerza de Seguridad Pública (Fusep [Fuerza de Seguridad Pública]).

#### 1987
En el caso de Forti v. Suárez Mason (1987), extraditado de EE. UU. y encarcelado en 1988, el Tribunal sostuvo que los torturadores fueran hostis humani generis, y así se encuentran sujetos a la jurisdicción de cualquier país, aun cuando los actos no hubieran ocurrido en aquel país y los partidos no sean ciudadanos de aquel país.
Más lejos, un comandante podría ser obligado a torturar por otros subordinados, como en la doctrina de responsabilidad de mando. " El demandado en total pero uno de los casos era Gral Carlos Guillermo Suárez Mason, cuya presencia clandestina en Estados Unidos tuvo lugar después de ordenar la muerte de varias de sus víctimas. Como el comandante del Primer Cuerpo De ejército, Suárez Mason participó en la preparación del golpe de 1976, supervisó las operaciones de destacamentos de fuerzas, y era en última instancia responsable de la existencia de los campos de detención secretos en regiones densamente pobladas que comprendían Buenos Aires y sus suburbios, La Plata, Mar del Plata, y otras ciudades". Martínez Baca v. Mason (1988) usaron el precedente Filartiga.

#### 1989
En Amerada Hess Shipping Corp. (1989) el Tribunal estadounidense Supremo se pronunció a favor de un barco que había sido atacado por el avión argentino durante la guerra de las Malvinas. Aunque no era un caso de derechos humanos explícito, esto sumó al cuerpo de ley de jurisdicción sobre acontecimientos extraterritoriales. V de Ouiros de Rapaport. Suárez Mason, (1989), seguido en los pasos de Filartiga. 

#### Fecha desconocida, anterior a 1992
El "tratamiento comprensivo" mostró otra cara de la política estadounidense hacia Argentina en este tiempo. Suárez Mason trató con ciertas autoridades estadounidenses como Oliver North, un empleado del Consejo Nacional de Seguridad, quien a menudo actuó independientemente de la Agencia Central de Inteligencia, aunque él arreglara órdenes para la agencia. North fue reportado por haber arreglado un visado falso para que Suárez Mason ingrese en los Estados Unidos. North había estado hablando con Suárez Mason del establecimiento posible de una fuerza de contrarrevolución panamericana; una oferta que había surgido de la cooperación en curso entre la Agencia Central de Inteligencia y los militares argentinos, entre los cuales Suárez Mason era un actor importante.

#### 1992
Siderman de Blake: La república de Argentina (1992) otra vez usó el precedente en Filartiga.

#### 2009
La CIA difunde un informe en el que afirma que la Argentina se encuentra en una "delicada situación económica" y que la crisis económica internacional actual podría impactar fuertemente en el país, corriendo riesgo la estabilidad del mismo. Poco después de difundirse este informe, el por entonces director de la CIA, Leon Panetta, pidió disculpas a la presidenta Cristina Fernández de Kirchner en particular (y a la Nación en general) a través del embajador argentino en Estados Unidos, Héctor Timerman, por haber mencionado en una conferencia de prensa a la Argentina como uno de los países cuya estabilidad corría riesgo debido a la crisis económica mundial.